# Lasiopsis kryzhanovskii
Lasiopsis kryzhanovskii är en skalbaggsart som beskrevs av Nikolajev och Kabakov 1980. Lasiopsis kryzhanovskii ingår i släktet Lasiopsis och familjen Melolonthidae. Inga underarter finns listade i Catalogue of Life.